# Хатамханова, Оксана
Оксана Хатамханова (азерб. Oksana Hətəmxanova; род. 29 июня 1990, Новый Буг, Николаевская область) — азербайджанская пловчиха, участница чемпионатов мира, летних Олимпийских игр 2008 года в Пекине и Олимпийских игр 2012 года в Лондоне.

## Биография
Оксана Хатамханова родилась 29 июня 1990 года в городе Новый Буг Украинской ССР.
В марте 2007 года Оксана Хатамханова приняла участие на чемпионате мира в Мельбурне, где в плавании на 50 м брассом показала результат в 37.31 секунды, став 53-й в квалификации, а в плавании на 200 м показала результат в 2:54.27 секунды, заняв 49-е место в квалификации.
В апреле 2008 года Хатамханова приняла участие на чемпионате мира по плаванию на короткой воде в Манчестере, где в плавании на 50 м брассом показала результат в 36.64 секунды, став 34-й в квалификации, а в плавании на 100 м показала результат в 1:19.72 секунды, заняв 35-й место в квалификации.
В 2008 году на дебютных для себя Олимпийских играх в Пекине выступала на соревнованиях по плаванию на 100 м брассом. На этих Играх Хатамханова проплыла дистанцию за 1:20.22 секунды в предварительном заплыве, заняла 46-е место и не прошла в полуфинал.
В июле 2011 года Оксана Хатамханова приняла участие на чемпионате мира в Шанхае, где в плавании на 50 м брассом показала результат в 37.94 секунды, став 28-й в квалификации, а в плавании на 100 м показала результат в 1:22.66 секунды, заняв 42-е место в квалификации.
В июне 2012 года заняла первые места в плавании на 50 м и 100 м брассом на чемпионате города Баку по плаванию.
На вторых для себя Олимпийских играх 2012 года в Лондоне выступала на соревнованиях по плаванию на 100 м брассом. На этих Играх Хатамханова проплыла дистанцию за 1:25.52 секунды в предварительном заплыве, заняла 44-е место и не прошла в полуфинал.